# アークライズファンタジア
『アークライズ ファンタジア』（ARCRISE FANTASIA）は、イメージエポックが開発し、マーベラスエンターテイメント（後のマーベラス）から2009年6月4日に発売されたWii用ロールプレイングゲーム。
イメージエポックにとって初の据え置き型で発売された作品であり、キャラクターデザインに吉田健一、シナリオ担当に実弥島巧、サウンドプロデューサー&コンポーザーに光田康典が参加している。

## システム

### バトル
エンカウント
本作のエンカウントはフィールドに表示されているモンスターシンボルにラルクが接触する、あるいはされると発生する。戦闘に参加するパーティーメンバーは原則三人だがシナリオの進行状況によってはゲストキャラクターとしてNPCが四人目のメンバーとして参加することもある。
エンカウント時の接触の仕方によって三種類のパターンがあり正面、あるいは横から接触した場合は通常のエンカウント、ラルクが背後から接触した場合は一ターン目のAP（全ての行動に必要な数値）が最大値になる襲撃となり反対にモンスターに背後から接触された場合は一ターン目のAPが通常の半分になる敵襲となる。
全てのモンスターには目に反応する視覚、匂いに反応する嗅覚、音に反応する聴覚、HP残量に反応する生命というラルクの居場所を探るための四つの反応パターンが設定されており、中には複数の反応パターンを持っているものもいる。
基本システム
戦闘が始まるとまずAPがエンカウントの状態に合わせて設定され、画面左上に表示される。各キャラクターの行動にはそれぞれAPが設定されておりAPの合計値内で実行可能な行動を選んでいき、AP量が合計値を超える行動は取れない。
行動を設定すると画面右下にターンカードと呼ばれるカードが並んでいき、左からそのカードが並んでいる順番に行動していく。ゲストキャラクターと敵のカードはターン開始時に既に選ばれており、そこにパーティーメンバーのカードが挿入されていく。なお、このカードには行動に応じた八種類のアイコンが重ねて表示され、そのアイコンの種類から行動をある程度予測出来る。なお、モンスターには敵対心という隠しパラメーターがあり、それによって敵の行動パターンにある程度の傾向が出てくる。
作戦行動
戦闘中に操作スティックを左に倒し続けると表示される作戦画面で作戦を与えるとキャラクターがその作戦内容に応じた行動を取るようになる。
作戦行動は全部で七種類あり、行動内容自体は各キャラクターごとに設定できるが特定のキャラクターだけ自分で動かすということは出来ず、作戦行動を使用する場合はパーティーメンバー全員が作戦行動をとる。なお、ゲストキャラクターは常に作戦行動の『お任せ』で行動する。
タンデムコネクト
物語をある程度進めると使えるようになるキャラクターの行動を組み合わせることによってより強力な行動が発動するシステム。一人のキャラクターで発動するシングルコネクトとパーティーメンバー複数で発動させるパーティーコネクトの二種類があり、シングルのみ、パーティーのみで発動可能なタンデムコネクトが1種類ずつある。
基本的には同一の対象に対し同じ行動や特定の順番で行動すると発動し光召術やエクセルアクトでコネクトを行った場合は連携レートという要素によりダメージの増加量が決定する。
パーティーコネクトの一種で仲間が追撃を行ってくれる協力攻撃というシステムもあり、こちらは行動順とは関係なく対象の攻撃範囲内に味方がいればランダムで発動し、APも消費しない。
光召術
世界中に流れるレイの力を用いて発動させる魔法 でケージと呼ばれる使用者に最適化された道具にジェムと呼ばれる宝珠をはめ込むことで使用可能になり、発動させるLVのMPを1消費して使用する。
光召術は火、水、風、土の四つの基本属性と反発属性に該当しないジェム同士をケージ内のスロットに隣りあわせでセットすることで使用可能になる複合属性の二種類の属性を持っており、基本属性は各レベルごとに攻撃術と補助術の二種類、複合属性はレベルごとに一種類の術が存在する。ジェムは宝箱や敵が落とすアイテムとして、あるいは『○○の破片』(○○の部分には各ジェムに対応する名前が入る。)を5つ持って後述する工房に行き、ジェムに修復してもらうことで入手できる。
基本属性のジェムは属性ごとにレベル1〜4のジェムが存在し、高レベルの光召術を使うにはそのレベルに対応したジェムをセットするほか、全く同じジェムを隣り合わせにすることでも使用できる(全く同じものである必要があり、火lv1と火lv2のような属性は同じでもlvが違うと使用できない。複合属性の光召術を使用するためにジェムをセットする場合も同様。)反対に反発する属性のジェムを隣り合わせにすると使用可能な術のレベルが下がる。
光召術でタンデムコネクトを行うと威力や持続時間が強化された、あるいは特殊効果が付加された増幅光召術が発動する。パーティーコネクトで発動させた場合は最初に行動したキャラクターが発動させることになる。このタンデムコネクトには前述の二種類のタンデムコネクトに加えて物語をある程度進めると出現するようになるレイストーンを使用したタンデムコネクトも可能。
初期状態のケージにはジェムを二つしかセットできず、MPも全く無いが工房という店に行き、RicoとDPを消費してケージを加工してもらえばセット出来る数やMPを増やしたり光召術を強化したり出来る。DPはケージを加工可能な数値であり、これがなくなると加工できない。加工をやり直したい場合は工房でケージの加工をリセットしてもらうことでやり直すことが可能。
アームフォース
各武器に備わっている能力でピースという形をとって具現化している。
ピースは外すことが一切出来ないネイティブピースと戦闘で勝利すると入手できるWPを貯め、武器のレベルを上げることで取り外し、他の武器に装着することが出来るようになるロックピース、前者二つを武器のフレーム(アームフォースをセットできる枠)内全てにはめ込むと発動するシークレットピースの3つが存在する。
アームフォースによってキャラクターの能力値を上昇させたり攻撃に状態異常を付加させたりすることが出来るようになり、戦闘を有利に進められるようになるほか、アームフォースを絡めた行動を一定の順番で発動させると前述のタンデムの一種であるアームタンデムが発動する。敵も人間系やボス敵は使用してくる。
エクセルアクト
物語をある程度進めると使えるようになる各キャラクター固有の技。SPと呼ばれるポイントを使用して発動させる。SPは戦闘中の行動によって上昇して行き最大で100%まで貯めることが可能。高レベルのエクセルアクトほどSPの消費量も多い。
エクセルアクトのタンデムは他のタンデムと異なり、間に敵の行動も含めた無関係な行動が入ると失敗する。また、ある程度ストーリーを進めてエクセルアクトのタンデムを成功させるとトリニティアクト、エクセルトリニティという強力な決め技が発動するようになる。
トリニティアクトは二種類、エクセルトリニティは六種類があり、どれが発動するかは消費SPの合計値、エクセルトリニティの場合はさらにそのエクセルアクトがどのキャラクターから発動したかによって発動する技の種類が決まる。
ログレス
約1070年前に百年戦争を終結させたノワール12勇士が1000年前にフルヘイム全土に拡大したホゾンを浄化するためにコード変換技術を用いて変貌した存在。それぞれが世界の事象をつかさどるロゴスのコードをその身に宿しており、その力を用いて数多のレイを生み出す。イーサの子と契約を結ぶことでイーサの子に力を与え、ロゴスのコードを開放して強力な攻撃を行い援護する。
イーサの子であるラルクはログレスと契約し同調することでログレスの持つ力でパラメータをアップさせたり戦闘中に力を開放させて援護を行わせる事が出来る。一度に同調できるログレスは3体までであり、複数のログレスと契約した場合はパラメーターの上昇値は平均化される。戦闘中に開放するにはRPと呼ばれるポイントを最大まで貯める必要がある。RPは戦闘中の行動によって増減し一度開放すると0となる。開放を使用するには基礎APの約4分の3のAPが必要となる。
ログレスもコードによって生み出されたため、コードに異常があったり、改ざんされたりするとその身に支障をきたし暴走することもあり、作中では四体が暴走している。ログレス個々の詳細についてはアークライズファンタジアの登場キャラクター#ログレスを参照。

### バトル以外の要素
パーティートーク
プレイ中に指定された条件を満たすと画面右下にメッセージとボタンが表示されることがあり、その際にボタンを押すとパーティートークという仲間間の会話イベントが発生する。パーティートークの内容は主に世界情勢や各キャラクターの過去にまつわる話である。後述する衣装が発生条件になっている場合はドレストークと呼ばれる。
衣装
各タウンにある仕立て屋やイベントなどで入手でき、メニュー内のステータス画面で着替えさせることが可能。着替えさせるとキャラクターのメニュー画面の立ち絵が変化する（変化するのはメニュー画面のみであり、マップ上や戦闘画面の衣装は変化しない）。前述のドレストークの発生条件にもなっているがドレストークの発生条件は該当する衣装をもっていれば良いので着替えさせておく必要はない。
ギルド
フルヘイム各地のタウンに存在するギルドでは様々なクエストを受けることができる。流れはまずギルドでクエストを受け、クエストのクリア条件を満たして再びギルドに戻って達成を報告すると報酬がもらえると言うものである。受けることの出来るクエストの種類はゲームの進行状況やクエストのクリア状況によって変化する。どのギルドにおいて受けられるクエストの種類は同じであり受けたギルド以外のギルドで達成を報告することも可能である。一度に受けられるクエストの数は最大6つまでであり、一度引き受けてもキャンセルすることも出来るがクエストによってはキャンセルが不可能な場合もある。現在どのクエストを受けているかはライブラリーのギルド手帳画面で確認することが出来る。
クエストの種類はモンスターを一定数討伐する討伐系、アイテムを指定された数だけ集める収集系、前述の二つに当てはまらない特殊系の三つに分類される。
カジノ
カルブンクルスにあるカジノではスロット、ポーカー、ブラックジャック、コピンレースという四種類のミニゲームをプレイできる。ゲームをプレイするためにはカジノでコインを買う必要があり、買ったりゲームで増やしたりしたコインを景品と交換することが出来る。
ネームドモンスター
一見すると通常モンスターのようであり、通常モンスターと同様に出現するがボス並みの能力地を持つ強力なモンスター。また、前述の討伐系クエストで討伐対象として出現する事もある。通常モンスターと同様に出現するものはモンスターによっては出現条件が設定されているものもある。倒しても経験値やリコは得られないが貴重なアイテムを入手できる。
闘技場
カルブンクルスにある闘技場では一定の参加費を払う事で、決められた対戦相手を倒していく競技に挑戦できる。戦闘自体は通常の戦闘だが闘技場の戦闘ではアイテムが決められたものしか使えず、競技によっては一定ターンごとにステータス異常が付加されたり一部のコマンドが使用できないなどの独自のルールが設けられている。
競技は全部で8つあり、一つクリアするごとに次の競技に挑めるようになるがゲームクリア前に挑めるのは6つまでであり、ゲームをクリアするとさらに1つ、後述する幾何回廊アルヴィスをクリアすると最後の1つに挑めるようになる。
幾何回廊アルヴィス
ゲームをクリアしたデータでとある場所に行くと出現する隠しダンジョン。五層ごとに名称が変わる層が5つ、全25階層で構成されている。出現するモンスターの外見は本編に出現したものと同じだが名称と能力値は全く異なる。最終5層以外の層では本編で死亡したキャラクターがゲストとして協力してくれる。また、このダンジョンに入った後ワールドマップ上の一部の場所に行くと非常にレベルの高いモンスターが登場する。

### ライブラリー
メニュー画面で確認可能な項目の一つでこれまでの冒険に関する情報が以下の三つの項目に記録される。
傭兵の手引
ゲームシステムやストーリーに関するキーワード、光召術、アームフォース等が記録されており、確認することで効果や言葉の意味を確認することが出来る。ただし、光召術とアームフォースは発動させたものがあるものしか確認出来ない。（増幅光召術はその元となる光召術の項目で説明されるので不要）戦闘行動で項目が追加された際は戦闘終了後にそのことを示すメッセージが表示される。
ギルド手帳
後述するギルドのクエストでどのクエストを受けているのか、どのクエストが未達成なのか、達成しているのかを確認することが出来る。
モンスター図鑑
戦ったことのあるモンスターの情報が記録される。但しパラメーターはアイテム「アナライザー」やアームフォース「観察」を使ってパラメーターを表示させたものしか、アイテムは実際に入手できたものしか記録されない。

## 世界設定
「レイ」と呼ばれる地脈を流れる星のエネルギーを利用した「光召技術」と「ホゾン」と呼ばれる転用可能な毒素によって栄え、大地を汚し、人々に有害な物質を蓄積する「濁竜」と呼ばれる存在がいる「フルヘイム」という世界を舞台に主人公ラルク・ブライト・ラグーンがフルヘイムを治めていると言われる神「イーサ神」に「定理」を奏上する物語を描く。
フルヘイムにはメリディア帝国、トュレミリア共和国、オルキナ教国という三つの国が存在している。

### 国家
メリディア帝国
約1000年前に起こった叛乱の首謀者であるメリディア王によって約980〜970年前に誕生した国。帝都はディアマント。北部〜中部には草原や街が、南部には砂漠が広がっている。トュレミリア共和国とは船で海を渡るほか、北部の橋を渡って行き来する事もできる。ラルクやアルスの生まれた国であり、竜縛塔に捕らえているログレス、シムマフからレイを得ている。
オルキナ教国
約600年前に誕生した国。教都アントラクス周辺以外の陸地は大半が木々が生い茂っている。国の誕生後、国民が海中に沈んでいた空中回廊ベルクトのレイ散布機能を再起動した事で世界の地脈を流れるレイのバランスが乱れ、ホゾンも再発生した。作中でメリディア帝国の侵攻を受け占領される。
トゥレミリア共和国
約550年前に文明が近い都市国家が集まって誕生した国。首都はカルブンクルス。陸地はオルキナ教国とは対照的にほぼ草原で各町間の距離が長い。オルキナ教国と同様、メリディア帝国の侵攻を受け幾つかの街を占領されるが最終的にメリディア帝国と和平条約を結ぶ。

### ストーリー
かねてから濁竜と交戦していた「メリディア帝国」はある時、濁竜の大規模な一団が帝都ディアマントを通過することを知る。これを討たんとし、第二皇子アルスを筆頭に、濁竜の討伐に向かうこととなった。帝室認可傭兵である主人公ラルクもこれに参加し、帝国領辺境部へと出征した。
濁竜との戦闘の最中、ラルクは濁竜と共に落下し、本隊とはぐれる。無事に濁竜を倒したものの、「竜災害」に巻き込まれそうになったラルクはイマジナル・ディーバの少女リフィアの持つ不思議な力で助けられた。その後リフィアと共にアルスと合流したラルクは彼女の目的地がジャダである事を聞き、彼女と共にジャダへと向かう。しかし、ラルクたちが到着した後、ジャダは何者かの襲撃を受ける。リフィアが探していた存在「ログレス・シムマフ」とラルクが契約した事によって窮地は逃れたものの、その際ラルクはリフィアに自身が「発展と存亡を定理とし人を救済するイマジナルの定理と滅びと回帰を定理とし星を救済するリアルの定理のどちらかをイーサ神に奏上するイーサの子」であることを告げられ、ラルクはイマジナルの定理を選ぶ。しかしシムマフが消えた事により帝国のレイは途絶える。
帝都ディアマントに戻ったラルクは竜縛塔の一件を皇太子ヴァイス・ドナ・メリディアに責められるも次の任務でオルキナ教国のレイの供給独占を止めれば今回の件は不問にすると告げられる。そして翌日、オルキナに向かおうとするラルクにメリディア帝国の兵士ニコル・ベネックスから幼馴染のアデール・ネヴァンリンナが連れ去られたという話が耳に入る。ラルクたちは彼女を追って救出し、救出時に手に入った船を使ってオルキナ教国に向かい任務を果たす。しかしヴァイスの本当の狙いはこの際の混乱に乗じてオルキナを占領する事であった。ヴァイスのやり方に激昂したアルスは帝国との決別を宣言し、リアル・ディーバとなったアデールと共にリアルの定理を選びもう一人のイーサの子として覚醒し、自身に同調する者を連れてオルキナから脱出する。
オルキナの一件でヴァイスに反感を持ったラルクにヴァイスは最後の任務としてトュレミリア共和国に親書を届ける事を言い渡される。しかしその内容は事実上の降伏勧告であり、激昂した共和国は帝国との会戦を決定、ラルクたちは投獄される。辛くも脱獄したラルクたちはベネトナージュで会ったノースノワーレ教の聖皇ホゼアの言葉を信じ各地のログレスを集め、アルスたちがリアルの定理を奏上する前にイマジナルの定理を奏上する事を決め、アルスたちと対立を繰り返しつつもログレスを集めていく。
だがアルスがヴァイスを討ち帝国の政権を奪取した直後、ラルクたちはイマジナルの定理はかつてフルヘイムに生まれ、現在は空中回廊ラスカーダに眠る神種のみを救済し現在フルヘイムに住む大部分の人類である現種を見殺しにする定理であるという事を知る。その事実に言葉を失うラルクたちだがラルクは神種も現種も見捨てない第三の定理を作り出すために新たな行動を起こし、その方法としてホゾンを完全に浄化せずに無毒化する方法を見つけ出す。
是が非でもイマジナルの定理を奏上しようとするホゼアはニコルを人質にとり、ラルク達をラスカーダへと誘い出す。アルス達も彼らを追ってラスカーダに突入するがそこでアルスはイーサの子の因子とアデールを失う。ラルクたちがホゼアを討ったもののアルスの憎しみは消えず、世界もろともイマジナル神を滅ぼすためにリアル神に世界を結晶化するように促す。しかしラルクたちと戦い、自らが見失っていたものに気付いたアルスはラルクと友情を結びなおして彼にログレスを託し、リアル神を破壊する。
イーサ神の居る聖地ノワーレに乗り込んだラルクたちはそこで第三の定理をイーサ神に奏上しようとするもイーサ神はそれを拒否する。止むを得ずイーサ神を破壊し、その力のみを利用するためにラルクたちと駆けつけたアルスはイーサ神との最終決戦に臨み、打ち倒す。その直後ラルクは仲間達に「ホゾンの浄化を行うには自らがイーサ神に変わるコアになる必要があり、もう会うことは出来ないかもしれない。」と告げる。仲間達は動揺しつつもラルクを見届け、ラルクは新たなるコアとして眠りに就く。そして500年後、目覚めたラルクは近くで目覚めを待っていたリフィアと共にフルヘイムへと戻るのであった。

## キャラクター
ラルク・ブライト・ラグーン
声 - 中村悠一
本作の主人公。メリディア帝国の許可傭兵。「大剣」で戦う。リフィアとの出会い、そして竜縛塔でのログレス・シムマフと契約した事がきっかけでイーサの子となり、定理をイーサ神に奏上する役割を背負うことになる。
リフィア
声 - 牧野由依
本作のヒロイン。ノースノワーレ教のディーバ。「杖」で戦う。シムマフとイーサの子を探して旅をする最中にラルクと出会い、ラルクがイーサの子に目覚めた後は彼を導こうとする。
アデール・ネヴァンリンナ
声 - 加藤英美里
英雄ザムエルの孫娘で後にオルキナ教のディーバとなる。リフィアと同じく「杖」で戦う。ラルクに惹かれていたがディーバとなったことで傍に居られなくなり、彼と敵対することになる。
アルフォンス・ゼナ・メリディア
声 - 石田彰
通称アルス。メリディア帝国の第二皇子でもう一人のイーサの子。「細剣」で戦う。アデールに惹かれており、ラルクとも武芸塾で知り合った親友だったが彼がイマジナルの定理を選び、自身がリアルの定理を選んだために対立することとなる
ニコル・ベネックス
声 - 羽多野渉
メリディア帝国の下級兵士。「銃」で戦う。濁龍討伐の任務から逃れるために脱走を試み失敗した際にラルクに救助され、それ以降ラルクを兄貴と慕う。
セシル・ガルシア
声 - 戸松遥
家族の行方を捜し各国を放浪している少女で自称「勇者」。格闘術で戦う。「勇者」や「勇者道」とたびたび口にする。
ラストナ・オイゲン
声 - 藤原啓治
旅の剣士。アルスと同じ「細剣」で戦う。必要最低限のことしか喋らないため素性が知れないが、卓越した二刀流の使い手であり、ラルクやセシルはオイゲンが伝説の傭兵レオンでないかと思っている。
サージュ
声 - 小西克幸
自称・盗賊団の一員。「短剣」で戦う。いい加減かつ適当な性格だが時としてシリアスな部分を見せることもある。ダガーだけでなく光召術も得意とする。
レスリー・フラハティ
声 - 浅野真澄
派手な服を好む女性。「銃」で戦う。つかみどころがないが根は真面目な性格。ラルクたちを常に一歩離れた所から観察しており、時に冷淡とも取れる判断を下す。

## 用語
コード
フルヘイムの全ての物質、生命を構成する。その詳細は作中では明らかにされていない。コードを操る人物をコーダーといい、レイの発見による光召術の発達が行われるまではコーダーによる支配体制がフルヘイムに確立されていた。
レイ
フルヘイム中に溢れるエネルギー物質で電力や飛空挺の動力など様々な用途に使われており、その保有量によって国家間の力関係が左右されるほどの影響力を持つ。空中回廊ラスカーダとベルクトが建設された後はフルヘイム中に溢れ文明を急速に発展させた。
ホゾン
負の時代に生み出された大地を荒廃させる毒素であるがその後転用技術が発見され、兵器や燃料などに使用されるようになる。その上現種が生きるには必要不可欠なものであり、完全にホゾンを浄化すると現種が死滅する。
リコ
フルヘイムの通貨。その語源や意味については作中でも明らかになっていない。
現種
1000年前に起こったベルクト落下後、ホゾンによって汚染されたフルヘイムの地上に新たに誕生した人類。現在で人類といえばほぼ現種の事を指す。ホゾンのない空中回廊ラスカーダで生きるためには竜玉石が必要である。
神種
フルヘイムに最初に誕生した元々の人類。地上のホゾンが浄化されるまでの間、空中回廊ラスカーダ内の星のゆりかごにおいてイーサ神が奏でる子守唄と呼ばれるコードで不老不死のまま眠りについていたが現在は少数が目覚め、活動している。一度目覚めると五年間は再び眠りにつくことは出来ない。ラスカーダにいる神種は現種を見下すものが多い。現種とは逆にホゾンのある地上で生きるためには竜玉石が必要である。
イーサの子
イーサの因子を持つ人間のことでありログレスと契約をかわすことが出来る。イーサ神と契約を結んだメリディア皇家の血族にのみ生まれる。
ノワーレ教
遥か昔のその教えの元にフルヘイムを一つにまとめていた組織。しかし1000年前の12勇士のログレス化による消滅以降徐々に衰退し700年前のイーサ神活動停止を受け、ノースノワーレ教とサウスノワーレ教に分離した。ノースノワーレ教は当初はノワール教とほとんど変わらなかったがイマジナル神と神種の接触を受けてトュレミリア共和国の全身となった国家に教えを広め、サウスノワーレ教はメリディア帝国で流行した疫病にその名前が使われた。
オルキナ教
滅びを肯定し自然へと回帰する事を定理とする宗教でノースノワーレ教の誕生とほぼ同時にリアル神によって創造された。教徒はほぼ全員が教えに心身をささげており、それ以外の事は些細なこととして捕らえている。教名を国の名前に使用しているのもそれ教徒の信心深さ故である。しかし教えの独自性ゆえ迫害の対象となりやすく、人身売買事件などの標的にされることも多い。
アイオーン隊
トュレミリア共和国の特殊部隊で隊長はイグナーツ。ノースノワーレ教会直属の部隊でありベネトナージュの防衛や聖皇の護衛などを主な任務とするが独自の行動も許可されている。が、それは表向きの姿でしかなく、裏では暗殺組織「終わりなき闇の女王、略称はQED」として力と謀略を張り巡らせ、共和国の政治へと介入していた。
コピン
人型をしたスライムのような外見の生き物。
ディーバ
歌姫を示すラテン語。本作ではノースノワーレ教とオルキナ教において光召術よりも高度な歌召術を操る存在の事を指し、特にオルキナ教においてはその存在自体が国家の象徴であり人々の心の拠り所である。
イマジナルの定理
人が人であるために革新を続けるべきだとするイマジナル神がイーサ神へと奏上した定理。。しかし、この定理が示す人とは神種のことであるため、その実は現種を滅亡させ、神種を生き残らせるための定理である。ノースノワーレ教はイマジナル神の接触を受け、教義をイマジナルに都合のいいものへと改ざんした。ラルクは何も知らずにこの定理を選んでしまったため、アルスと敵対することとなってしまった。
リアルの定理
全ての生命を結晶化させて大地へと還し、その後星の再生を行った後で新たに生まれる生命に未来を授けるべきだとしてリアル神がイーサ神へと奏上した定理。イマジナルの定理と同様、人を滅ぼす定理である。オルキナ教はこの定理を実践するために広められた教えである。アルスはこの定理を選んだ上で人々を管理し、星に負担をかけさせないことでリアル神を納得させようとした が結局失敗した。
イーサ神
フルヘイムを収めているといわれている神。その正体はイーサジェムといわれる石だがクドアンヌの提案によりこれを神と用いることで当時発生していた戦乱を終結させた。1000年前イマジナルジェムとリアルジェムを自身から分割した後に地上のホゾン浄化には1000年の年月が必要と判断し計算を行ったがその後現種の誕生という予想外の事態が起こったため、700年前にメリディア皇帝に新たな未来の可能性を委ねる為に接触した後計算を停止した。

## 開発
本作の開発時点では、イメージエポックには作成に利用できるプログラムが何一つない状態だったため、開発はまずそのプログラムを作成するところから始まった。このことについて担当したスタッフは「大変だが楽しくもあった」と語っている。イメージエポック製作プロデューサー御影良衛の「WiiのRPGのフラグシップを狙う作品」という方針の下、「同時代性の共感を得るRPG」というコンセプトで製作されており、システムは「プレイヤーが快適にプレイできる」という点を重視し、「ポリゴン等を犠牲にしてもロード時間を短縮し、プレイヤーにイライラさせない」「カスタマイズ制を強くしてキャラクター性能の偏りを防ぎ、好きなキャラクターをパーティーにしにくいという状況を防ぐ」「3種類のコントローラー全てに対応できるようにする」等プレイヤーに配慮した物となっている。また、マーベラス側の開発プロデューサーである水谷英之の「システムはあくまでキャラを引き立たせるギミック」という方針によりシステムを前面に押し出したプロモーションはあまり行われなかった。
本作について水谷は「色々なことを学ばせてくれた」と、御影は「長い年月をかけて育てた存在」とそれぞれ語っている。

### スタッフ
- プロデューサー - 水谷英之
- 製作プロデューサー - 御影良衛
- ディレクター - 金丸宏之
- メインキャラクターデザイン原案 - 吉田健一
- キャラクターデザイン、公式イラスト - 岸和田ロビン
- シナリオ - 実弥島巧
- ログレスデザイン - 長澤真
- サウンドプロデューサー&コンポーザー - 光田康典

## 音楽
挿入歌「天使の梯子〜crepuscular rays〜」
作詞・作曲・歌 - 牧野由依
この曲はゲームの内容を知った牧野が「挿入歌を歌いたい」という思いからダメ元で水谷にデモテープを聴いてもらった所採用された。
イメージソング「願い星」
作詞 - Maki Iwasa / 作曲 - Susumu Kawai / 編曲 - Takashi Ikezawa / 歌 - 玉置成実
当初は配信限定曲だったがファンからの要望により後にCD化された。

## Webラジオ
- タイトル：アークライズLady Radio Hour（アークライズレディレディオアワー）
- パーソナリティ：牧野由依、加藤英美里
- 配信期間：2009年4月3日 - 6月26日（全12回）

ゲスト
- 第4回（2009年4月24日）羽多野渉（ニコル役）
- 第6回（2009年5月8日）羽多野渉、光田康典（サウンドプロデューサー&コンポーザー）、水谷英之（プロデューサー）
- 第7回、第8回（2009年5月15日、5月22日）小林ゆう（ポーリャ役）、中村悠一（ラルク役）
- 第9回（2009年5月29日）浅野真澄（レスリー役）

## 予約特典
本作の予約特典はキャラクターのイラストと実弥島のコメントが書かれた設定資料集、実弥島著のプロローグ小説と出演声優数名のインタビュー、イラストギャラリーを掲載したスペシャルブック、ゲームのBGMを収録したサントラCDの三つである。